# Rebraši
Rebraši (Ctenophora) su najjednostavniji oblik pravih mnogostaničara koji se zajedno sa žarnjacima svrstavaju u skupinu mješinaca. Svih do danas poznatih i opisanih 90 vrsta žive u moru najčešće životom planktona na otvorenom moru, a samo manji broj vrsta živi pužući po dnu (bentos). Veliki broj vrsta ima sposobnost luminiscencije. Nastanjuju sve oceane i mora, no najčešći su u vodama umjerenog klimatskog područja.
Svojim prozirnim, želatinoznim tijelom podsjećaju na meduze, ali je njihovo tijelo gotovo bez iznimke biradijalno simetrično, a nemaju ni žarne stanice. Ime "rebraši" životinje su dobile prema organima za kretanje koji se u obliku traka (rebara) pružaju cijelom dužinom tijela. Na tim trakama nalaze se nizovi pločica koje nose treplje i izgledom podsjećaju na češalj. Pločice nastaju međusobnim povezivanjem treplji. Pokreti pločica uvijek počinju na kraju suprotnom od dijela tijela na kojem se nalaze usta i kao valovi prenose se cijelim tijelom. Na taj način, životinja se kreće uvijek s ustima prema naprijed.

## Ishrana i neprijatelji
Rebraši su grabežljivci. Svojim ticalima love plankton, životinjske larve, crve, račiće, žarnjake i druge rebraše, ali ponekad i malene ribe. Kad se na njihova "ticala" nahvataju djelići hrane, mogu ih uvući i usnim otvorom skinuti hranu s njih. Od tu ih izlučenom sluzi ili unutrašnjim trepetljikama prenose do želuca. Vrste iz roda Haeckelia hrane se iskljičivo žarnjacima čije žarne stanice ne probavljaju, nego ih kao t.zv. kleptocnidije ugrađuju u svoja "ticala". Ova "krađa" je dugo vremena dovodila zoologe u zabunu jer su, pogrešno, smatrali da i rebraši tvore žarne stanice.
Kao i cijeli niz žarnjaka, i rebraši ponekad žive u simbiotskom odnosu s različitim algama koje ih snabdijevaju fotosintezom dobivenim ugljikohidratima koji su vrlo bogati energijom. Čini se, da samo jedna vrsta, Lampea pancerina, parazitira kao nametnik na plaštenjacima.

## Razmnožavanje
Osim vrsta iz reda Platyctenida koje se mogu razmožavati i bespolno, svi drugi rebraši ražmnožavaju se spolno. Skoro uvijek su dvospolci, što znači da svaka životinja ima i muške i ženske spolne žlijezde. Gotovo sve vrste, pod utjecajem količine svjetlosti u okolini, ispuštaju sjemene i jajne stanice u okolnu vodu, u kojoj onda dolazi do oplodnje. Rijetko dolazi do samooplodnje, čini se da se to događa samo kod roda Mnemiopsis. Samo jedna vrsta, Tjalfiella tristoma, rađa žive mlade. Mladunci rastu u tjelesnoj šupljini te vrste rebraša. 

## Rebraši kao neozoni
Iako se rebraši u pravilu jedva primjećuju a njihov utjecaj na okoliš čini se vrlo malim, ako se pojave u vodama u kojima nisu ranije živjele, mogu izazvati velike štete. Tako je vrsta Mnemiopsis leidy u ranim 1980im godinama stigla s balastnim vodama u Crno more i strahovito se razmnožila. U roku od desetak godina, ulov srdela je doživio slom, jer se pridošla vrsta rebraša hranila istim planktonom kao i mlađ srdela. Biomasa koju je u tom razdoblju činila ta vrsta rebraša u Crnom moru procijenjena je na milijun tona. Rebraši mogu u roku od 24 sata udvostručiti svoju težinu.
Iznenadnim pojavljivanjem još jedne vrste rebraša, Beore ovata (1997.), koja se hrani vrstom Mnemiopsis leidyi, ponovo je uspostavljena ravnoteža, Crno more je od tada naseljeno objema vrstama. Isti scenarij odvio se početkom 21. stoljeća s istim vrstama i u Kaspijskom moru. Odgovarajuće bitne promjene ekosistema se mogu i tu očekivati. U listopadu 2006. je prvi put dokazana prisutnost te sjevernoatlantske vrste Mnemiopsis leidyi i u Baltičkom moru.

## Sistematika
Trenutno je poznato oko 100 vrsta, koje se tradicionalno dijele u dva razreda, ticalce (Tentaculata, također i Tentaculifera) i jajaše (Nuda, također i Atentaculata).
- Ticalci (Tentaculata) obuhvaćaju daleko najveći broj vrsta. Kako se iz naziva može razumjeti, skupina ima ticala, koja, međutim, mogu biti i vrlo snažno zakržljala. Dijeli se na 6 redova:

- red Cydippida
- red Platyctenida
- red Ganeshida
- red Thalassocalycida
- red Lobata
- red Cestida.

- U razred jajaša (Nuda) svrstava se samo jedan red, Beroida. I ovdje već samo ime govori, da je riječ o vrstama koje uopće nemaju ticala.

Kako još uvijek nije siguran položaj rebronoša u ukupnoj sistematici, nije sigurno niti da li ova navedena podjela odražava točne odnose unutar taksona. Ovo bi bilo točno samo u slučaju da su se vrste s ticalama razvile od predaka koji nisu imali ticala. Ako su, umjesto toga, vrste iz razreda Nuda sekundarno izgubile ticala, vrlo vjerojatno i razred Tentaculata ne obugvaća sve potomke zajedničkih predaka. 
Sljedeći dijagram pokazuje samo vjerojatne odnose u razvoju rebronoša na temelju morfoloških i molekularnogenetičkih podataka (ribosomna RNA):
```
Rebraši (Ctenophora)
|--
Cydippida
 (porodica 
Mertensiidae
)
|--N. N.
    |--
Platyctenida

    |--N. N.
        |--
Cydippida
 (porodica 
Pleurobrachidae
)
        |--N. N.
        |   |--
Jajaši
 (Nuda odnosno Beroida)
        |   |--
Cydippida
 (porodica 
Haeckeliidae
)
        |
        |--N. N.
            |--
Lobata

            |--
Cestida

            |--
Thalassocalycida
```

Položaj Ganeshida nije poznat.
Navedeni podaci su još uvijek obilježeni velikom nesigurnošću - do daljnjeg, odnosi razvojne povijesti rebronoša trebaju se smatrati nejasnim.

## Ostali projekti
|  | Zajednički poslužitelj ima još gradiva o temi Rebraši |
|  | Wikivrste imaju podatke o taksonu Rebraši             |